# Những người bạn kỳ lạ
Oddbods (hay còn gọi là The Oddbods Show),  tựa tiếng Việt: Những người bạn kỳ lạ là một bộ phim truyền hình hài hước CGI của Singapore-Anh do hãng phim One Animation có trụ sở tại Singapore sản xuất.  Loạt phim xoay quanh bảy nhân vật — Fuse, Slick, Bubbles, Zee, Pogo, Jeff và Newt — mặc những bộ đồ lông có màu sắc khác nhau.  Các nhân vật tạo ra âm thanh nhưng không có lời thoại, dễ dàng được chuyển ngữ và quốc tế hoá.
Loạt phim ra mắt vào năm 2013 và mùa đầu tiên kết thúc vào năm 2015. Mỗi mùa có 60 tập. Phần hai tiếp nối vào năm 2016. Phần thứ ba hiện đang được sản xuất và phát hành. Mỗi tập phim tương đối ngắn, và nhiều định dạng khác nhau đã được phát sóng, bao gồm các tập dài một, năm và bảy phút.
Bộ phim đã giành được một số giải thưởng kể từ khi ra mắt, gồm Giải thưởng Truyền hình Châu Á, Giải thưởng Apollo, Giải Gấu trúc vàng và Giải thưởng Web TV Châu Á. Năm 2017, phim được đề cử giải Kids Emmy quốc tế.

## Nhân vật chính
Fuse (Lồng tiếng bởi Marlon Dance-Hooi)Thành viên màu đỏ và là đội trưởng của đội Oddbods. Cậu rất nóng tính, kiêu căng, mạnh mẽ và yêu thích chơi thể thao.
Slick (Lồng tiếng bởi Chio Su Ping)Thành viên màu cam, có tính cách ngầu lồi, cương trực nhưng lại có phần vụng về. Cậu rất thích khiêu vũ và nghe nhạc (đặc biệt là nhạc DJ).
Bubbles (Lồng tiếng bởi Chio Su Ping)Thành viên nữ màu vàng, rất nữ tính nhưng lại dũng cảm và có sở thích đi thám hiểm. Cô chăm chú vào việc nghiên cứu khoa học và khám phá những điều mới lạ.
Zee (Lồng tiếng bởi Jeremy Linn)Thành viên màu xanh lá cây, có tính ham ăn và lười biếng. Cậu có hội chứng sợ độ cao.
Pogo (Lồng tiếng bởi Marlon Dance-Hooi)Thành viên màu xanh dương, tính cách rất bất quy tắc và có tài chơi khăm với mọi người.
Jeff (Lồng tiếng bởi Jeremy Linn)Thành viên màu tía có tính nghiêm túc, ngăn nắp và có tài nghệ thuật nhưng muốn phô ra tài diễn xuất của mình thật dễ dàng.
Newt (Lồng tiếng bởi Nadia Ramlee)Thành viên nữ màu hồng, tính cách rất dễ thương nhưng lại rất kiêu ngạo. Cô có sở thích là chụp ảnh và ăn rất nhiều đồ ngọt, nhất là kẹo.

## Nhân vật phụ
PG Oddbods (Lồng tiếng bởi các diễn viên)Được miêu tả là cư dân của thị trấn Oddsville.
Yin và Yang (Lồng tiếng bởi Marlon Dance-Hooi)Cặp đôi thuộc phái Odd Ninjas, nhưng không phải là thành viên chính thức của đội Oddbods. Cặp đôi này thực sự chỉ là diễn viên trên một chương trình truyền hình.
Modo (Lồng tiếng bởi Marlon Dance-Hooi)Một phiên bản nhân đôi và là bạn thân của Pogo, có tính cách tinh quái hơn Pogo rất nhiều. Nhân vật này chỉ xuất hiện trong tập One Two Many.
Oddroid
Gennie (lồng tiếng bởi Jeremy Linn)
Marv (lồng tiếng bởi Jeremy Linn)
Robot giúp việc (lồng tiếng bởi Chio Su Ping và Jeremy Linn)
Ông già Noel (lồng tiếng bởi Marlon Dance-Hoi)
Oddbread